# Classroom☆Crisis
《Classroom☆Crisis》，是由Lay-duce製作的日本原創電視動畫，2015年7月3日在每日放送的「Animeism」時段播出。
監督為長崎健司、系列構成由輕小說《不起眼女主角培育法》的作者丸戶史明擔任，角色原案則由負責《我的妹妹哪有這麼可愛》插畫的神崎廣擔任。

## 故事簡介
從前，在那個人們還憧憬著宇宙、滿懷著拓荒者精神的時代，世界各國在太陽系的各個行星建立了都市。大多數的人們都過了和平安樂的日子。本作的故事就發生在這些行星中的火星。
在這個全國都市散佈星球表面的火星上，以新的日本都道府縣「第4東京都」為舞台，由年輕的高中生上班族們所演出的青春故事即將展開。

## 登場角色

### A-TEC班成員
霧羽渚（(非真名，实为白崎一族），聲：內田雄馬、布萊德庫特·莎拉·惠美（少年））
霧科Corporation的先行技術開發部新部長。受公司之命解散高支出卻成果不佳的「A-TEC」班，以轉學生的身份進入「A-TEC」的高等部3年級。
霧科Corporation創業者的三男，霧羽和久與霧羽雄二的弟弟，兄弟不和。出自白崎一族，為保護白崎伊莉絲（真正的科宮渚）而偽裝成科宮渚。科宮渚是霧羽安久與科宮漣一郎的獨生女科宮千里的私生子，繼承霧科Corporation兩家創辦人的血脈。然而霧羽貴久是為了科宮千里手上30%霧科Corporation股權而來，因此想把科宮渚收入霧科本家。白崎一族為了不要讓渚落入霧羽家手上，讓他假扮渚騙過霧羽家，成為霧羽渚。遭雄二嫉恨，自幼凌虐他，羞辱其名字和出身，凡他取得的功勞都佔為己有藉此晉升，並更加憤怒地在他的背後造成各種永久的疤痕。
其霧羽家的背景，在組織中無聞，人事任命屢遇刁難，但因頗有能力，先後任職歐羅巴、木衛三、木衛四等偏僻繁難之地都拿出功績，遂入總公司為部長。任用服部花子削減「A-TEC」的經費和暗中調查雄二的不法行為。霧科Corporation的柳井副社長一派企圖拉攏然後利用他的血緣來對抗和久一派，而他則在調查中發現雄二、和久兩人似乎非法動用原屬「A-TEC」的預算，金援屬意的政治勢力星民黨。借著曲解雄二的指示，他以工會搭線大宇宙黨，以再任經濟產業大臣一職勸誘星民黨的政治名人古林健勝倒戈，成為自己的棋子，從而鬥垮雄二。連跳兩級進入董事會成為常務董事，聯合柳井等以「A-TEC」存廢一案反擊和久。
其第一次提案的作戰因和久讓星民黨和大宇宙黨聯合執政而大敗。和久告訴他，一切往其策劃方向發展，故渚的各種努力，反而使得和久得以完全獲得5位得以進行軍事項目開發的關鍵人物。其中經濟產業部的古林原本會在選舉中落敗卻最終勝出，因此國防部、經濟產業部並得，技術方面解散「A-TEC」則得海斗，加上之前「A-TEC」班意外救援的海斗的指導教授，最後則是擊敗雄二的渚，和久要渚擔任該項目的管理者。和久看重渚的能力，對待他較雄二更為親近，并以早已知道渚並非科宮渚本人，只是白崎家的替身一事來動搖渚，要渚放下仇恨為他所用。迷惘又絕望的渚因此在美月溫柔的撫慰與鼓勵下卸下心防痛哭，兩人相擁並接吻。海斗跟伊莉絲目睹此景，伊莉絲飛奔離去，渚則在事後遭海斗揍了一拳，對此渚表示跟美月的吻是出於雙方的意願。渚和海斗都拒絕參與軍事開發項目，積極為「A-TEC」奮鬥，然三天後渚卻為遭罷黜的雄二所刺傷，將他單人架上以X-2引擎為動力的航天器以送抵小行星帶來殺害他。渚最後為克服駕駛恐懼的白崎伊丽丝駕著新開發的X-3引擎動力航天器所救。得救後遂與和久決裂，此後離開霧科Corporation，挖角笹山與「A-TEC」原班人馬另外成立新的公司。與美月兩情相悅。對於自己以及美月及伊莉絲的三角關係感到十分爲難，住院期間爲了避免要同時面對兩人而從醫院的窗口離開病房。
在DVD特典小說中，跟美月正式成為戀人。
瀨良海斗（聲：森久保祥太郎）
霧科Corporation先行技術開發部開發室，通稱「A-TEC」的年輕室長。瀨良美月的哥哥。A-TEC班的班主任兼上司。小學起自製機體參加比賽，霧科學園時期通過自學獨立開發了人稱「瀨良引擎」的SWNPR引擎。SWNPR方程式競賽中搭載其引擎的隊伍獨佔三甲，成為相關工程界中的風雲人物。推崇SWNPR引擎原型機的創造者之一的科宮漣一郎對技術革新的追求精神。
「A-TEC」面臨解散危機時，由於日常沉醉於研發，疏於管理等，初期面臨失去設施、學生離隊的諸種打擊、打壓時難以應對。一度借用工會的力量反對預算縮編，卻反過來遭工會和大宇宙黨政治利用協助站台。在談判前一刻，被霧羽渚升職為開發部副部長，使工會無法協助已成為公司高層管理人員的海斗。此時依然堅持下去的海斗感動了離隊的學生，班級團結後重新振作，除向業者求助外，也借用副部長一職的決策權限，大量申請不及2000萬元的項目籌措近6億的器械資金，從而規避部長的鉗制，重新建設「A-TEC」。
海斗繼續建設新引擎，一直不斷遭遇各種事故。霧科決意解散「A-TEC」以建立軍事項目部門，海斗的前指導教授也受邀前來霧科，要協助公司在兩年內完成軍事項目「Combat Walker」的開發。其指導教授希望海斗接手動力的部分，但海斗向渚聲明自己想要做讓人歡笑的產品，拒絕製造戰爭用品。最後與學生們离开霧科Corporation與渚另外開設新公司。
白崎伊莉絲（（真名：科宫渚），聲：雨宮天）
霧科科學技術學園高等部的3年級生，同時是「A-TEC」的測試飛行員飞行员，各式交通工具的操縱技术都十分了的，但本人安全意识却很薄弱，時常危險駕駛。美月的好朋友。喪失部分過去的記憶。依稀記起白崎是守護科宮家的一族，其祖父為了防止渚被奪走而犧牲。在劫機事件中從服部花子得知白崎一族是科宮家的守護者一事，並被告知自己在失憶前可能見過渚。白崎此後逐漸恢復過去的記憶，卻同時開始出現在駕駛艙中會恐慌的徵狀，更在一次重大的引擎試飛中大恐慌並暈倒，但同時也完全取回自己過去的記憶。發現自己是真正的科宮渚后，開始對拯救自己的霧羽渚抱有好感。與最後成功克服恐懼拯救了危難中的渚。會因渚與美月的親密行爲而吃醋，并出手阻止兩人的親密行爲。
瀨良美月（聲：小澤亞李）
霧科科學技術學園高等部的3年級生，負責「A-TEC」的引擎整備。「A-TEC」班長。双亲早逝，不过由于哥哥海斗和双亲同样都是工程师的缘故，本人自然也以成为工程师为目标。瀨良海斗的妹妹。一開始由於好奇跟班長義務而親近渚，在發現渚冷淡的面具下其實隱藏著溫柔認真的本性後逐漸對他產生好感。在渚跟不上學業科目全面不及格而可能必須連續補考數日卻又與其部長的重要工作有衝突時，協助惡補補考各科，渚称她“斯巴达”。惡補時從渚口中淚聞渚悲慘的過去，哭得不能自已。在被伊莉絲詢問"原來美月喜歡那個人啊"的時候察覺自己對渚的情感並坦率承認。在渚最失意痛苦的一刻溫柔地接納他的軟弱迷惘，給予渚重新面對難關的力量，兩人彼此相愛。曾因得知渚與伊莉絲的關係而感到失落，現在與伊莉絲是情敵兼好友的關係。
在DVD特典小說中，跟渚正式成為戀人。
花岡翼（聲：洲崎綾）
霧科科學技術學園高等部的2年級生，個性開朗活潑，負責「A-TEC」的宣傳。毫不客气地称呼既是担任教师又是上司的海斗为“阿海”，不过本人似乎是怀着敬意地如此称呼的。
危機初期一度離開，隨後歸隊。
小鳥遊薰子（聲：堀江由衣）
霧科科學技術學園高等部的1年級生，是A-TEC最年轻的女孩子，又有着柔弱的大小姐体质，温柔体贴的女孩子，因而如同吉祥物般地受到大家疼爱。
在「A-TEC」中主要幫忙試作機測試飛行時的通訊工作，不过平时则是作为真琴的助手管理着订购的材料。
能年由奈（聲：阿澄佳奈）
霧科科學技術學園高等部的2年級生。「A-TEC」的經理。危機初期一度離開，隨後歸隊。替財務觀念薄弱的「A-TEC」操作成本控制。
本人非常认真地努力管理着A-TEC的预算，却是个每天都苦于应付那些为了开发火箭而浪费起来天下无敌的A-TEC成员们的辛苦人。雖然對於公司的預算十分節省但對於自己的錢包則相對的十分慷慨。
上永谷亞紀（聲：夏川椎菜）
霧科科學技術學園高等部的2年級生。因為憧憬工程師大前輩瀨良海斗而加入「A-TEC」。担当引擎整备，辅助着海斗和美月。
重度机械迷，延长作业彻夜奋战是常有的事。因此多少有些工作狂的感觉。在選擇伴侶方面十分看重對方在將來的可能性。
領家真琴（聲：津田美波）
霧科科學技術學園高等部的3年級生，伊莉絲與美月的同學。負責「A-TEC」開發機體的材料訂購。危機初期一度離開，隨後歸隊。似乎暗戀小次郎。
八槙昴（聲：南條愛乃）
霧科科學技術學園高等部的1年級生。外貌偏中性，平常穿着短裤学生服，披着白衣，因而不开口说话的话会被误认作是女生。但是只要一开口就变成自信满满洋洋得意的小恶魔。在「A-TEC」中負責主要引擎與推進器的燃燒測試。危機初期一度離開，隨後歸隊。
北原小次郎（聲：豐永利行）
霧科科學技術學園高等部的3年級生，負責「A-TEC」的機體設計。危機初期一度離開，隨後歸隊。
舞岡作吾（聲：近藤孝行）
霧科科學技術學園高等部的2年級生，個性開朗活潑，負責「A-TEC」的資訊技術。經常入侵霧科的系統來替「A-TEC」取得各種情報。
服部花子 / 安琪丽娜（聲：小林優）
屬霧科Corporation經理部預算管理室兼「A-TEC」副班主任。對霧羽渚十分忠心。不喜欢别人叫自己的本名“服部花子”，自稱安琪莉娜（Angelina），嫌惡本名。會計專業，協助霧羽渚削減「A-TEC」的運營費用，並助查霧羽雄二專務的不法行為。格鬥技術了得。身爲副班主任在面臨危機時會奮不顧身地保護學生。

### 霧科Corporation人員
霧羽和久（聲：井上和彥）
霧科Corporation的社長，擁有高明的經營手腕。霧科家長男。近年積極地使霧科Corporation離開火箭本業，跨足金融、保險等領域。與渚的交手中，反利用渚的復仇心和才幹，徹底擊敗渚。自稱本著社長的責任，為股東和員工負責，打算在衛星資源耗盡而各國發動搶奪資源的戰爭前，開發軍事項目。因此需要在國會安插兩位議員，讓經濟產業部發出許可，以國防部為買家，再以涉足的金融業提供資金。渚的種種努力在他計算下，反讓他得以收得所有關鍵人物發展軍事項目。其父安久知道渚是替身後，借勢假借其身份，奪走科宮家的一切，但和久看重的是渚的能力，即使早就得知渚的真正身份，依然不在乎其血統，對待他反而較雄二更為親近，以名位拉攏，欲渚為其所用。
霧羽雄二（聲：吉野裕行）
霧科Corporation的專務董事。霧科家次男。與三男渚不合，交待渚迅速解散「A-TEC」等其它任務，在難度和期限上百般刁難。因渚是父親在外的私生子，故自幼在肉體到精神上凌虐渚。搶奪渚的功勞使自己升職。大選前將「A-TEC」失去的預算調動為政治獻金，提供巨額金援予執政黨的星民黨。鑒於在野的大宇宙黨的選前民調大幅領先，居處劣勢的星民黨要求霧科Corporation必須打擊其區域選區內向來佔優勢的大宇宙黨勢力，確保該黨霧科市第三選區眾議員、經濟產業大臣古林健勝勝出。雄二指示渚打擊古林選區內的對手大宇宙黨的村上貞行，遭渚曲解指示，結果古林跳槽而村上失勢，大宇宙黨則勝出選舉。和久認為他再也無法掌握渚這個棋子，因此貶至霧科倉庫任專務董事。
笹山正剛（聲：西村知道）
霧科Corporation先行技術開發部原部長，同時是霧科科學技術學園高等部的校長，對於「A-TEC」的成長相當期待。得知決策層的決策動向後，在離開開發部前，替「A-TEC」高調宣傳，增加解散「A-TEC」的難度。支持並激勵危機中的海斗。告訴海斗有關渚的過去。
霧羽貴久
霧科Corporation的創辦人。70年前與同樣是高中生的科宮漣一郎一同開發引擎、創建公司。
科宮漣一郎
霧科Corporation的創辦人。「A-TEC」為其所留傳。

## 名詞解釋
第4东京都
作为日本的都道府县之一而在近地球化的火星上建造的都市。既有大都市也有着郊区一样的酒馆街，同时还有山间部以及沿海的温泉街等等，将日本的文化和风土在火星的土地上再现。面积大约是和南关东同等的规模。霧科Corporation的本部所在的雾科市被指定为第4东京都的经济特区。
霧科Corporation
在第4东京都雾科市设置据点，以火箭产业起家的大公司。最近除了火箭产业以外，还在保险、金融等领域拓展着市场。同时还运营着伊莉丝和美月等人就读的雾科科学技术学园，在对能够成为未来的雾科社员的学生的培养方面投入着力量。
A-TEC
霧科Corporation先行技术开发部教育开发室。通称“A-TEC”。是Advanced Technological development department, Educational development Class的简称。雾科科学技术学园的特别学科也隶属于此，因而有“Class”之称。是从学园内的各学科选拔出能力特别优秀的学生而组成的部门。与其他学科的学生不同，A-TEC的学生同时也是雾科公司的社员。因此，下午的课程被免除，取而代之的是身为雾科社员而每天进行的先行技术开发。
X-2
现在A-TEC开发中的宇宙竞赛用试作2号机。搭载着两台能够短时间在行星间航行的巨大高额引擎。试飞时由伊莉丝担任X-2的测试飞行员，其他A-TEC成员也分担各自的管制业务，支援着伊莉丝。

## 電視動畫

### 製作人員
- 原作：MONTWO
- 監督：長崎健司
- 系列構成、劇本：丸戶史明 with 企画屋
- 角色原案：神崎廣
- 角色設計：神崎廣、石野聰
- 動畫導演：石野聰
- 總作畫監督：石野聰、吉岡毅、倉島亞由美
- 概念美術設計：發智和宏
- 機械設計：田中俊成
- 機械道具設計：赤石澤貴士
- 色彩設計：
- 美術監督：青井孝、小幡和寬
- 美術設定：海老澤卓也
- 攝影監督：後藤晴香
- 剪接：定松剛
- 音響監督：藤田亞紀子
- 音樂：林友樹
- 動畫製作：Lay-duce
- 製作：CC PROJECT

### 主題曲
片頭曲
作詞、作曲、編曲：谷口尚久，主唱：TrySail
片尾曲
作詞、作曲：KOH，編曲：湯淺篤，主唱：ClariS

### 各話列表
| 話數    | 日文標題 | 中文標題             | 劇本     | 分鏡              | 演出              | 作畫監督                                                                                       |
| ------- | -------- | -------------------- | -------- | ----------------- | ----------------- | ---------------------------------------------------------------------------------------------- |
| 第1話   |          | 遲來的轉學生         | 丸戶史明 | 長崎健司          | 塚田拓郎 大久保朋 | 石野聰                                                                                         |
| 第2話   |          | 重組的教室           | 丸戶史明 | 長崎健司          | 大町生            | 熊膳貴志                                                                                       |
| 第3話   |          | 來自財務室的女子     | 丸戶史明 | 五十嵐卓哉        | 岩本保雄          | 齋藤温子                                                                                       |
| 第4話   |          | 激戰！公會戰鬥       | 丸戶史明 | 長崎健司          | 大久保朋          | 井上和俊、上西麻耶 黑崎知榮美                                                                  |
| 第5話   |          | 出門醜事就地覆蓋     | 小柳啟伍 | 長崎健司          | 古賀一臣          | 澤田美香、山崎克之 福田裕輝                                                                    |
| 第5.5話 |          | 路途的連接出醜       | 丸戶史明 | 塚田拓郎 政木伸一 | 塚田拓郎 政木伸一 | 櫻井拓郎、小倉典子                                                                             |
| 第6話   |          | 忸怩的一族           | 丸戶史明 | 京田知己          | 政木伸一          | 白井英介                                                                                       |
| 第7話   |          | 服部花子最長的一天   | 小柳啟伍 | 西澤晉            | 大西景介          | 大貫健一                                                                                       |
| 第8話   |          | 金錢、選舉以及學園祭 | 丸戶史明 | 增井壯一          | 塚田拓郎          | 熊膳貴志                                                                                       |
| 第9話   |          | 喜極而泣的勝利       | 丸戶史明 | 增井壯一          | 大久保朋          | 佐古宗一郎                                                                                     |
| 第10話  |          | 常務 霧羽渚          | 丸戶史明 | 寺岡巖            | 宮澤良太          | 島田英明、南伸一郎 飯飼一幸、太田悌記 福部憲知、松下清志 井上和俊、飯田光尋 畠山佳苗、金田榮二 |
| 第11話  |          | 各自的逆襲           | 丸戶史明 | 西澤晉            | 政木伸一          | 白井英介、熊膳貴志                                                                             |
| 第12話  |          | 希望、野心與絕望     | 丸戶史明 | 增井壯一          | 大久保朋          | 大貫賢一、小澤圓                                                                               |
| 第13話  |          | 史上最大的發佈會     | 丸戶史明 | 西澤晉            | 塚田拓郎 山岸大悟 | 井上和俊、佐古宗一郎                                                                           |

## 輕小說
皆由MF文庫J刊行。

### Classroom☆Crisis
2015年7月24日發售。為電視動畫本篇的輕小說作品。作者為田口一、插畫由Lay-duce、rin負責。

### Classroom☆Crisis Another Crisis
2015年7月24日發售。主要為描寫登場角色日常生活的外傳作品。作者為朝野始、插畫由負責。

## 漫畫
從《月刊Comic Alive》2015年8月號（6月27日發售）開始進行連載。為電視動畫本篇的改編漫畫作品。由作畫。

## 外部連結
- 電視動畫「Classroom☆Crisis」官網（页面存档备份，存于）（日語）
- Classroom☆Crisis 節目網站（MBS）（页面存档备份，存于）（日語）
- Classroom☆Crisis的X（前Twitter）（日語）